# Teosofiska Samfundet

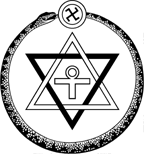
Teosofiska Samfundets sigill.

Teosofiska Samfundet är ett religionsfilosofiskt sällskap, som stiftades 1875 i New York, i Sverige sedan 1889. Idag är rörelsen uppdelad i flera grupper vilka sammantaget kallas den Teosofiska rörelsen. De fyra största teosofiska samfunden är Teosofiska samfundet Adyar, Teosofiska samfundet Point Loma − Blavatskyhouse The Hague, United Lodge of Theosophists och Teosofiska samfundet Pasadena.

## Teosofiska rörelsens syften och valspråk
De olika teosofiska samfunden formulerar sina syften olika, och de har haft olika formulering genom historien. Men grunddragen är:
- att bilda en kärna av "universellt broderskap" inom mänskligheten utan att fästa avseende på ras, troslära, kön, samhällsställning eller hudfärg
- att studera forntida och moderna religioner, filosofier och vetenskaper, samt klargöra vikten av sådant studium
- att utforska de "oförklarliga naturlagarna" och de latenta psykiska krafterna i människan

Det ursprungliga valspråket är Det finns ingen religion, högre än Sanningen.”

## Rörelsens historia

### Från 1875 till 1895
Teosofiska Samfundet stiftades i New York den 8 september 1875 av Helena P. Blavatsky, William Q. Judge och Henry S. Olcott. Dess första offentliga möte hölls i Mott Memorial Hall i New York den 17 november 1875, varför detta datum felaktigt ibland anges som dagen då samfundet stiftades. År 1878 flyttade Blavatsky och Olcott till Indien, först till Bombay och därefter till Adyar i Madras, för att verka för samfundets spridning där. Genom Olcott och Blavatskys bosättning i Adyar, kom samfundets internationella högkvarter att förläggas dit. År 1885 lämnade Blavatsky Indien och återflyttade till Europa. Först till Tyskland och därefter Nederländerna, där hon skrev sitt magnum opus Den hemliga läran, vilken kom att bli ryggraden i den teosofiska litteraturen och utgavs 1888. År 1887 bosatte hon sig i London, där hon stiftade Teosofiska Samfundets Europeiska Federation, med sig själv som president på livstid, men också Blavatskylogen, vilken utgjorde grunden för hennes esoteriska arbete.

### Splittringen 1895
Teosofiska Samfundet splittrades 1895, då den amerikanska sektionen under ledning av dess generalsekreterare William Q. Judge, vilken också var internationell vicepresident, förklarade sig självständig från det internationella högkvarteret i Adyar. Orsaken var att den tämligen nya medlemmen Annie Besant, vilken fort kommit att inneha ledande funktionen i samfundet, hade börjat distansera sig från Judge. Judge vars hälsa var svag, befarade att hela samfundet skulle lämna vad han såg som den ursprungliga vägen, då han var borta, om han inte avskilde ”sin” sektion. Han insåg att han i alla fall kunde ”rädda” en del. Olcott var fortfarande formellt samfundets ordförande i Adyar, men den verkliga makten låg i händerna på Besant, och hennes lärare, först Chakravasti och därefter C.W. Leadbeater. De indiska logerna stödde nästan mangrant Besant, medan de europeiska splittrades. Den delen av Teosofiska Samfundet vilket hade sitt centrum i Adyar, brukar idag att kallas Teosofiska Samfundet Adyar. Den del som följde Judge kallades först Teosofiska Samfundet i Amerika, och numera Teosofiska Samfundet Pasadena och Teosofiska Samfundet Point Loma − Blavatskyhouse The Hague.

### Universella Broderskapet och Teosofiska Samfundet Point Loma
W.Q. Judge avled 1896, varefter ledningen i det amerikanska samfundet delades först mellan Ernest T. Hargrove och Katherine Tingley, men efter 1897 var Tingley ensam ledare. Hon bildade då Universella Broderskapet vari Teosofiska Samfundet blev en underavdelning. Samma år som hon blev ledare grundade hon samfundets nya centrum i Point Loma i Kalifornien. Där grundade hon det Teosofiska Universitetet, Raja Yogaskolan och den första grekiska teatern i USA. Raja Yogaskolan verkade efter det pedagogiska system som Tingley utvecklade med teosofin som grund, vilket hade ett flertal skolor i USA och på Kuba och ytterligare planerade i bland annat Tyskland och Sverige. År 1907 befann hon sig i Sverige på en föreläsningsturné, Hon fick audiens hos kung Oscar II. Kungen var mycket intresserad och välvilligt inställd till hennes arbete, och lät henne arrendera kronomark på Visingsö  för att sätta upp ett ”andra Point Loma” där. Där skulle även finnas en skola enligt Raja Yogapedagogiken, men Svenska kyrkans prästerskap i området protesterade mot vad de kallade "nyhedendom". De vann en delseger, och på Visingsö kom bara en teosofisk sommarskola att etableras, vilken verkade årligen fram till 1937, och därefter sporadiskt tills början av 1950-talet.
Katherine Tingleys starka ledarskap var ibland ifrågasatt på grund av hennes ofta hårda metoder för att upprätthålla etiken och moralen inom samfundet. Detta resulterade i flera utbrytningar och nybildningar, och den mest kända är United Lodge of Theosophists. 
Efter Katherine Tingleys bortgång 1929 övertogs ledarskapet av G. de Puruker, vilken återgick till de tidigare arbetsmetoderna och flyttade samfundets högkvarter till Corvina år 1942.
Samfundet leddes tills 1945 av dess kabinett då Arthur Conger valdes till ny ledare. Vid dennes bortgång år 1951 uppstod en ledarskapsstrid. William Hartley hade år 1946 skriftligen och inför vittnen blivit utnämnd till efterträdare, men James Long hävdade att Conger tagit detta tillbaka och istället utnämnt honom. Detta ledde till att samfundet splittrades. Den Esoteriska Sektionen och merparten av sektionerna i Nederländerna, Tyskland och Sverige stödde Hartley, medan övriga stödde Long. Longs anhängare förlade sitt huvudkvarter till Pasadena i Kalifornien, medan Hartleys kvarstannade i Corvina, tills de år 1958 flyttade sitt högkvarter till Haag i Nederländerna. Båda riktningarna finns representerade i Sverige.

### United Lodge of Theosophists
Bildades i Los Angeles 1909 av en grupp teosofer och teosofistuderande under ledning av Robert Crosbie. Den finns verksam i Sverige sedan slutet av 1970-talet.

### Teosofiska Samfundet Adyar
De som såg Annie Besant som samfundets ledare under konflikterna 1894–95 bildar den gruppering som kallar sig Teosofiska Samfundet Adyar. Besant, tillsammans med bland andra sin medarbetare C.W. Leadbeater, blev en centralperson i utvecklingen av Teosofiska Samfundet Adyar. Det har varit nära knutet till Liberala katolska kyrkan.

## Teosofin i Sverige
Samfundet i Sverige stiftades den 10 februari 1889 och dess första president var läkaren Gustav Zander. Andra drivande personer bakom grundandet var Amélie Cederschiöld och Ellen Bergman, som båda personligen hade mött Blavatsky.
I historieskrivningen kring grundandet har det ofta sagts att det initierades av författaren Viktor Rydberg, något som inte minst framhållits av rörelsen själv. Detta är dock ifrågasatt. Rydberg var religiöst intresserad och studerade flera andra trosläror än kristendom, men samtidigt var han skeptisk gentemot vidskepelse och propagerade för farorna med att förkasta den västerländska vetenskapliga traditionen. I det äldsta kända dokumentet där han nämner teosofin – ett brev från 1886 – är han mycket kritisk gentemot Madam Blavatsky, och i ett brev till Zander daterat 10 februari 1889 – det vill säga samma dag som grundandet i Sverige – tackar Rydberg nej till att delta vid det stiftande mötet eller bli del av samfundet. Bakgrunden till att han inskrivits i historien beror på en middag i hans hem på Karlavägen i oktober 1888, där han bjudit in Zander, Cederskiöld och Bergman. Tillställningen kan säkert ha spelat stor roll för att samfundet bildades fyra månader senare, men Rydberg verkar inte ha spelat någon ytterligare roll i detta.
Teosofiska Samfundet Adyar driver en bokhandel i Stockholm.